# Missa brevis F-Dur (Haydn)
Die Missa brevis in F (Hob. XXII:1), auch genannt Jugendmesse, ist neben der Missa Rorate coeli desuper (deren Zuschreibung als Werk Haydns umstritten ist) eine der frühesten Messkompositionen von Joseph Haydn. Ernst Ludwig Gerber berichtet, dass Haydn – nachdem 1805 eine Abschrift der Messe aufgefunden wurde – gegenüber Carl Bertuch als Entstehungsjahr 1742 nannte. Dessen ungeachtet geht die Forschung einhellig davon aus, dass die Messe wahrscheinlich um 1749/50 komponiert wurde, als Haydn noch Sängerknabe in Wien war. Die Messe ist ursprünglich für 2 Violinen, Basso continuo, Chor und 2 Sopransolisten komponiert. Haydn hatte das Werk 1805 überarbeitet und fertigte dabei eine Version mit erweitertem Orchester mit Holz- und Blechbläsern sowie Pauken an. Haydn hatte die Messe wahrscheinlich für sich selbst und seinen Bruder Michael Haydn komponiert, beide waren nämlich Solisten bei den Sängerknaben. Wie für eine Missa brevis üblich, ist die Messe sehr kurz und der Text ist oft auf die Stimmen verteilt. Chor und Solisten wechseln sich ständig ab.

## Besetzung
- Chor (SATB)
- 2 Sopransolisten
- Wiener Kirchentrio (2 Violinen, Kontrabass und Orgel), in späterer Bearbeitung erweitert um Bläser und Pauken

## Aufbau
- Kyrie: Allegro
- Gloria: Andante
- Credo: Allegro – Adagio – Allegro
- Sanctus: Adagio – Allegro
- Benedictus: Andante – Allegro
- Agnus Dei: Adagio – Allegro

Die Aufführungsdauer beträgt ca. 14 Minuten.